# Tanacetum
Tanacetum là một chi thực vật có hoa trong họ Cúc (Asteraceae).

## Loài
Chi Tanacetum gồm các loài: